# Waterloos (plaats)
Waterloos is een gehucht ten westen van Neeroeteren in de Belgische gemeente Maaseik.
Het gehucht ligt op het overgangsgebied van de Vlakte van Bocholt en het Kempens Plateau op een hoogte van ongeveer 50 meter. Direct ten westen van Waterloos is er een steilrand naar het plateau dat gelegen is op een hoogte van zo'n 70 meter.
Waterloos wordt door de Zuid-Willemsvaart van Neeroeteren gescheiden en is door lintbebouwing verbonden met het naburige gehucht Berg. Hier vindt men, aan de kruising van de Drievekkenweg en de Leverenweg, de Onze-Lieve-Vrouw Hulp der Christenenkerk, een sobere bakstenen zaalkerk, gebouwd in 1965.

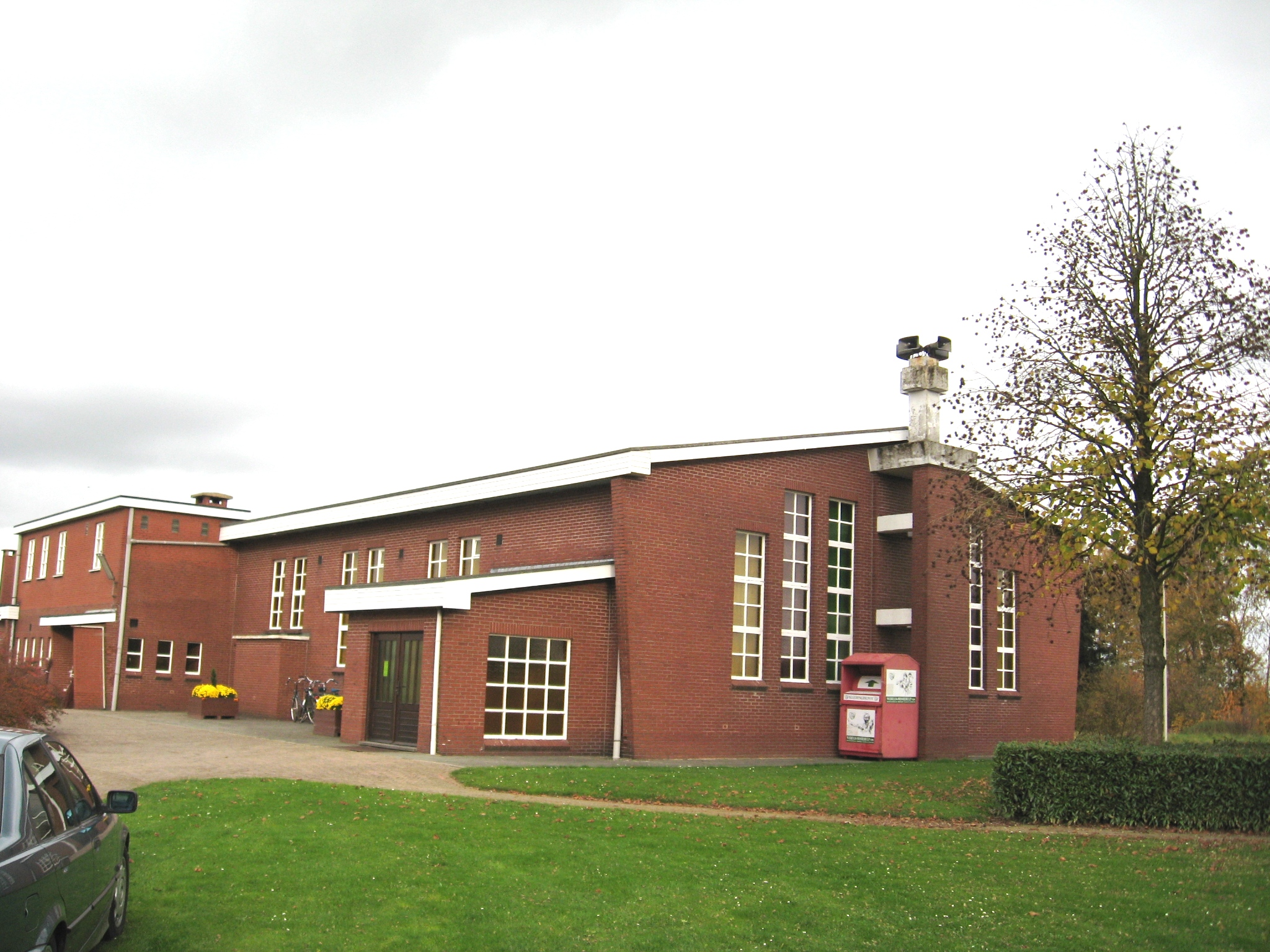
Onze-Lieve-Vrouw Hulp der Christenenkerk